# Rudice (okres Uherské Hradiště)
Obec Rudice (moravsky Rudica) se nachází v okrese Uherské Hradiště ve Zlínském kraji. Žije zde 478 obyvatel.

## Název
Jméno vesnice (původně Rudica) je zpodstatnělé přídavné jméno rudá popisující železnou rudou, která se v místě těžila, zbarvenou vodu nebo půdu. Podle vesnických jmen množného čísla zakončených na -ice přešlo jméno Rudice do množného čísla (ještě 1538 bylo jméno zapsáno v jednotném čísle (ve 4. pádě: ves Rudiczy)).

## Historie
První písemná zmínka o obci pochází z roku 1350.
V roce 1704 nechal hrabě Marsinay postavit nový kostel a roku 1836 hrabě Alexandr Motlet nechal postavit školu a při ní založil nadaci pro chudé děti. Nová školní budova pak byla postavena roku 1904. O čtyři roky dříve byla dokončena stavba silnice z Nezdenic do Rudic. Až do roku 1906 nebylo žádného řádného listonoše v Rudicích, obyvatelé poštu sami si obstarávali, obyčejně třikrát týdně, dle pořádku chodívali pro poštu dříve do Luhačovic, posléze do Nezdenic. 15. února 1913 odjelo z Rudic 23 zedníků na stavbu cukrovaru do Gorna Oravice v Bulharsku, tam ale 14. března vypuklo zemětřesení, při kterém zahynulo 158 lidí, mezi nimi i jeden zedník z Rudic, Josef Surý z čp. 76. V roce 1919 zde byl v domě čp. 50 založen konzumní a podpůrný spolek.

## Pamětihodnosti
- Kostel svatého Václava
- Kaplička

Na hřbitově se nachází pomník padlých letců za druhé světové války.

## Galerie

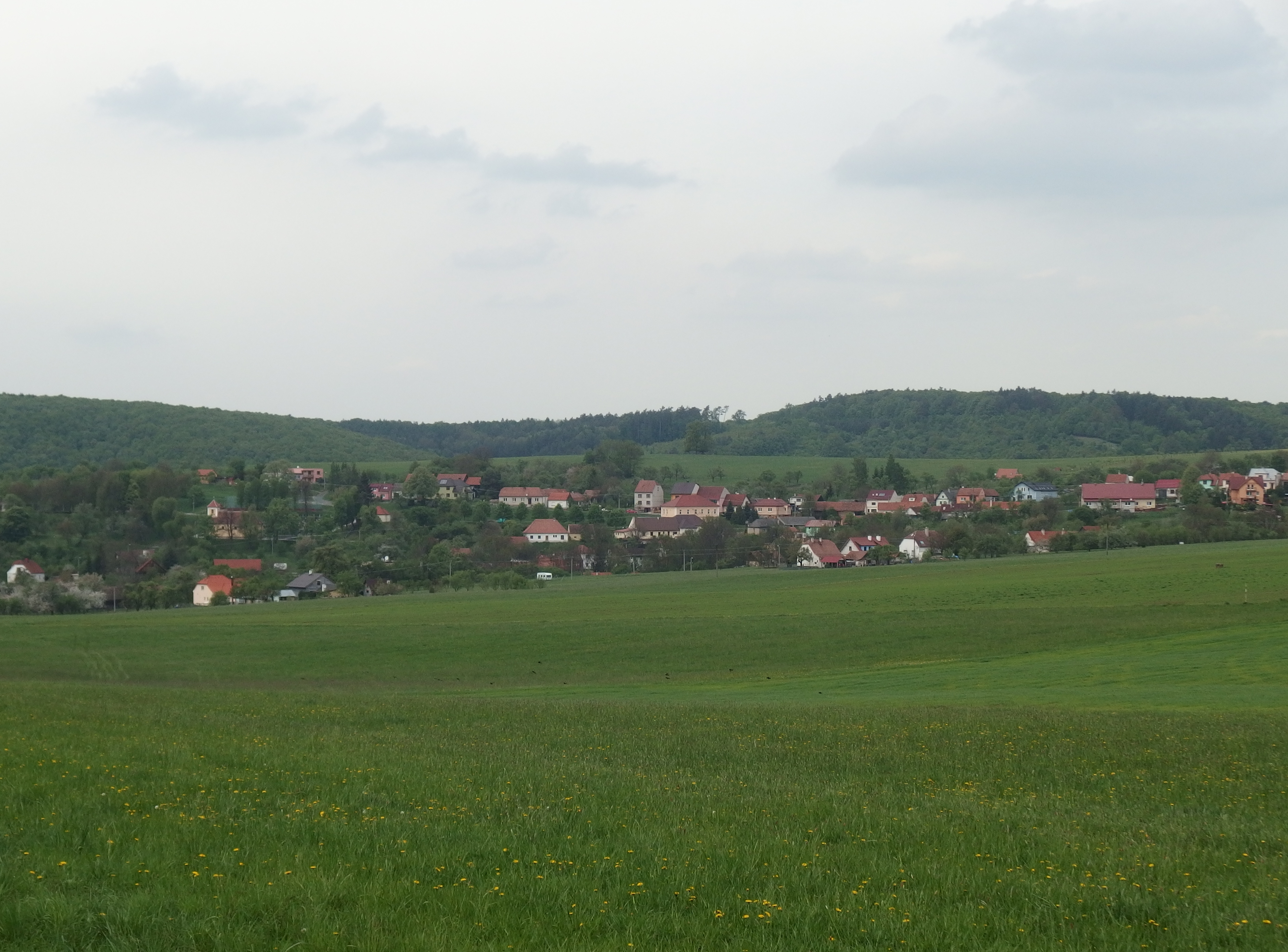
Celkový pohled
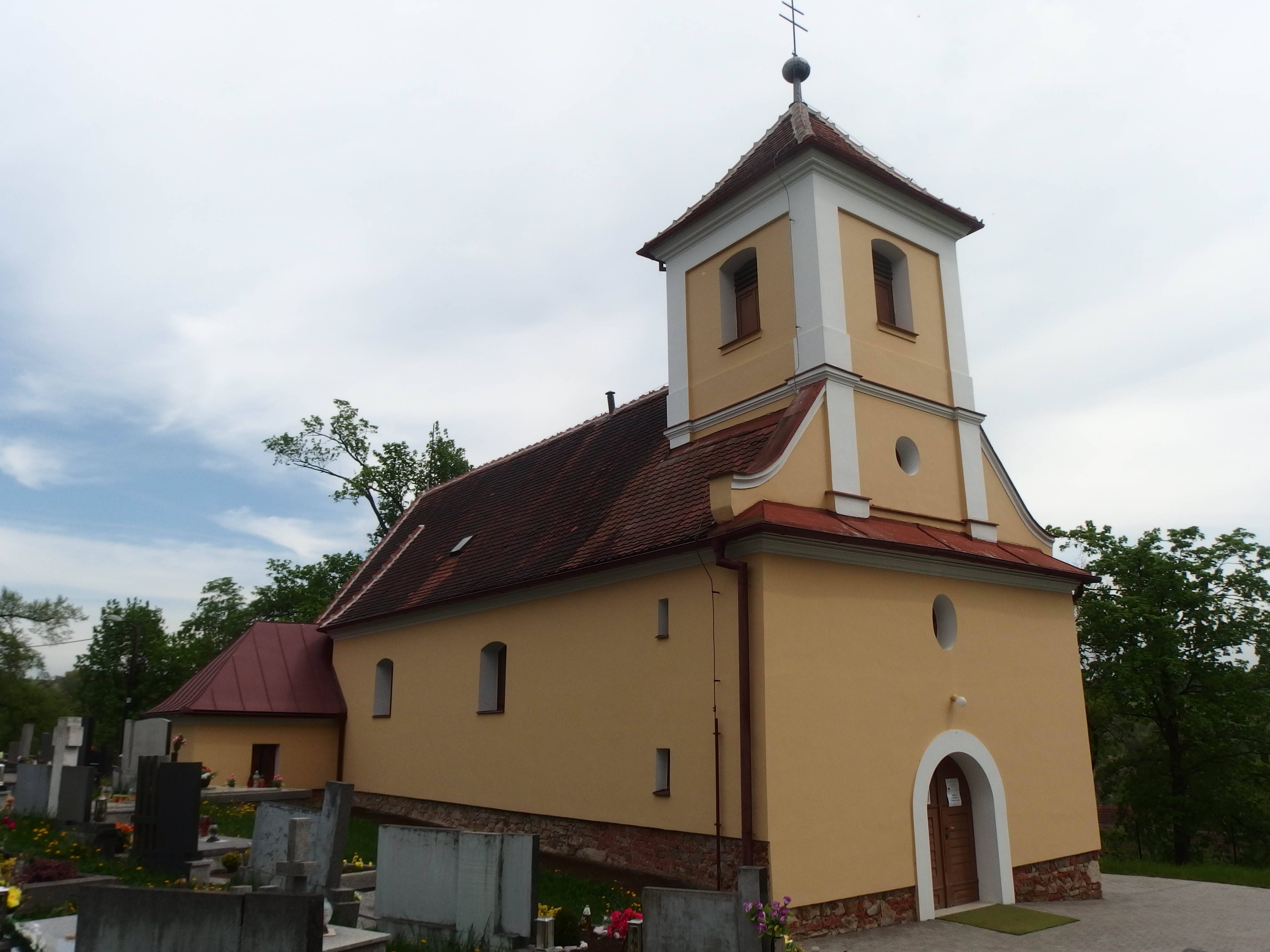
Kostel svatého Václava
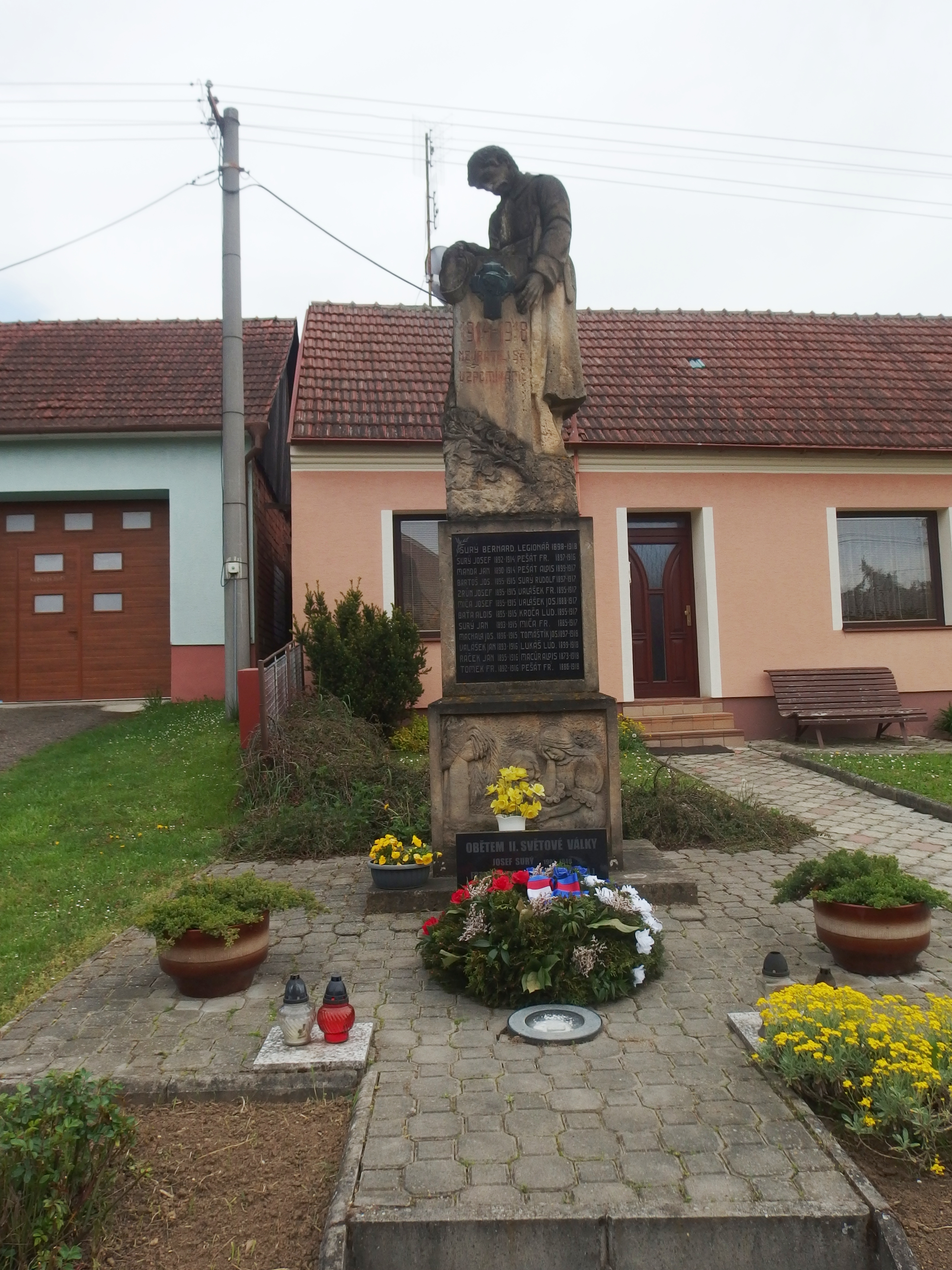
Pomník obětem I. sv. války
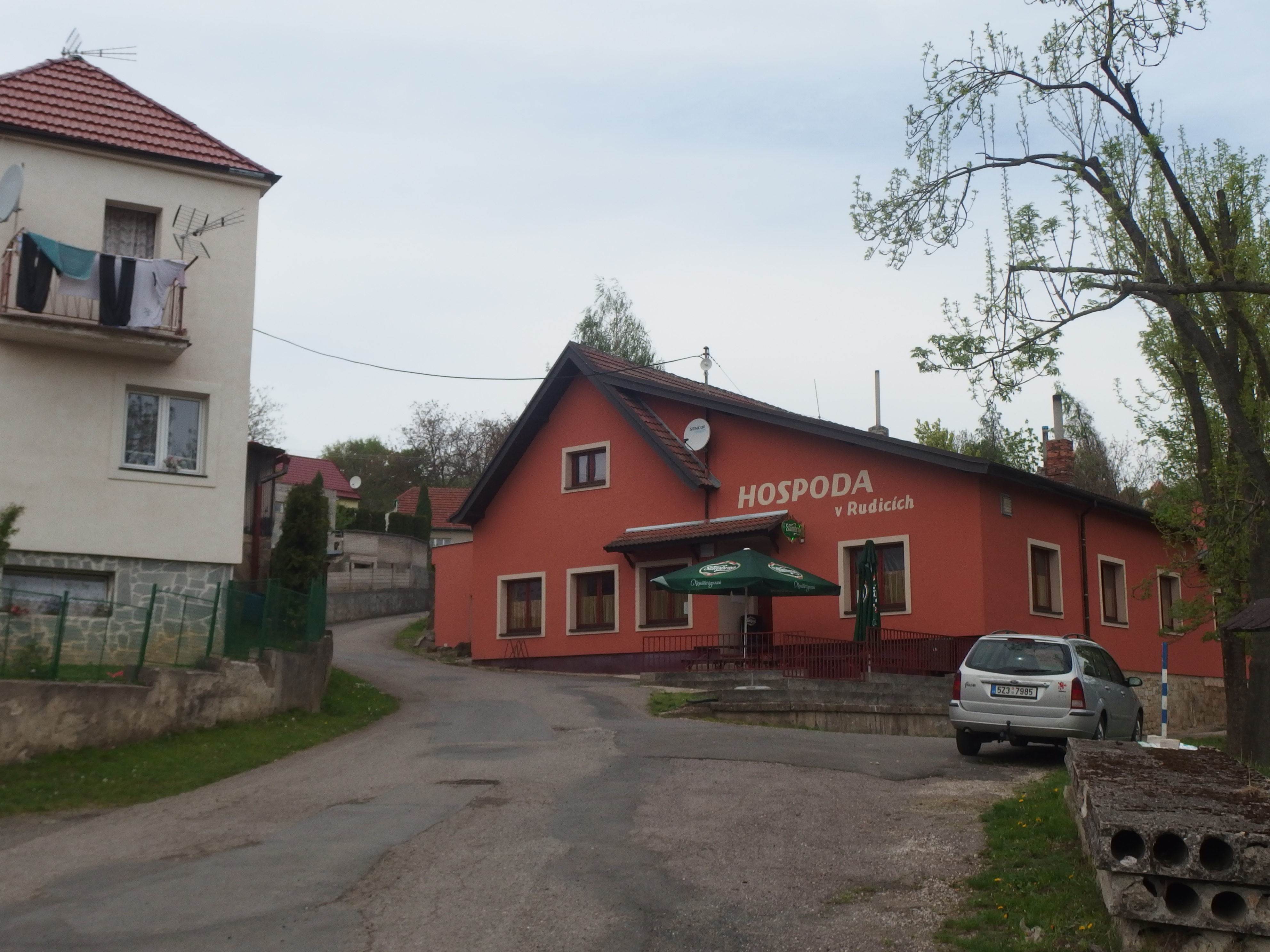
Hospoda
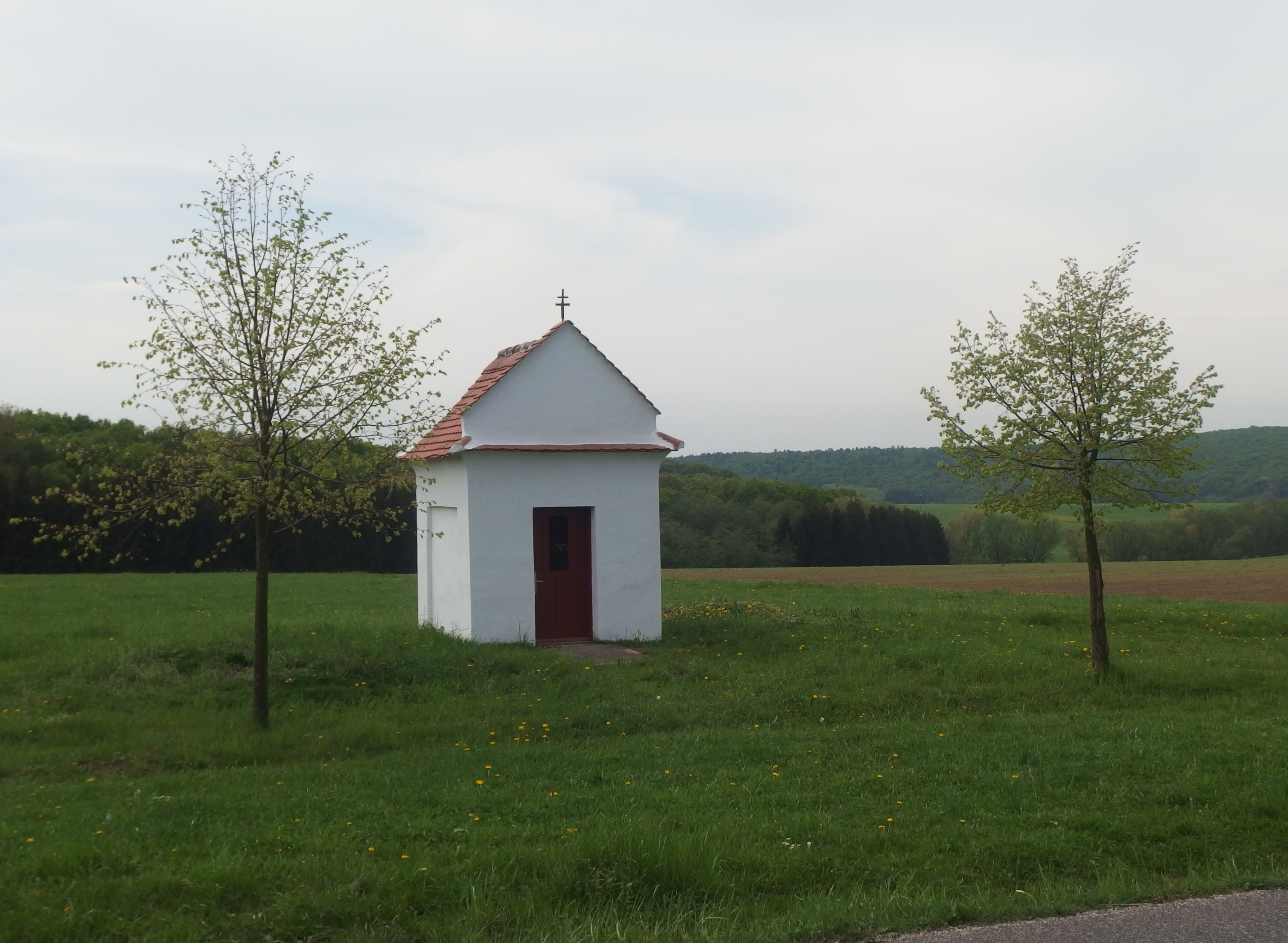
Kaplička při silnici do Nezdenic